# BNP Paribas Open 2025
Indian Wells Masters 2025 (по спонсорским причинам известный как BNP Paribas Open 2025) — профессиональный теннисный турнир, который разыгрывался на открытых хардовых кортах «Indian Wells Tennis Garden».
Турнир-2025 является 51-м по счёту, проводящимся здесь. В этом году мужское соревнование относилось к категории ATP Masters 1000 с призовым фондом в 13 миллионов долларов, а женское — к категории WTA 1000 с призовым фондом в 9,4 миллиона в той же валюте.
Соревнования проходили в Индиан-Уэлсе с 5 по 16 марта 2025 года. Турнир входил в серию соревнований, расположенную в календаре между Открытым чемпионатом Австралии и Открытым чемпионатом Франции.
Прошлогодние победители:
- в мужском одиночном разряде —  Карлос Алькарас
- в женском одиночном разряде —  Ига Свёнтек
- в мужском парном разряде —  Уэсли Колхоф и  Никола Мектич
- в женском парном разряде —  Се Шувэй и  Элизе Мертенс
- в смешанном парном разряде —  Сторм Хантер и  Мэттью Эбден

## Общая информация
Все игроки, представляющие Россию и Беларусь, выступавшие на флоридских кортах, были заявлены в нейтральном статусе.
Тогдашний лидер мужского тура — Янник Синнер — пропускал соревнование из-за отстранения ВАДА, полученного за сданный положительный допинг-тест. В его отсутствие посев возглавил Александр Зверев (тогдашняя вторая ракетка мира). Немец задержался в Калифорнии на один матч, а титул достался Джеку Дрейперу. 13-й сеянный британец на пути к общей победе проиграл лишь сет, в полуфинале пройдя прошлогоднего чемпиона Карлоса Алькараса, а в финале — Хольгера Руне. 24 из 32 сеянных дошли до третьего раунда, сильнейший представитель квалификации: Ёсукэ Ватануки — покинул основной турнир после матча четвёртого раунда, а матчем позже проиграл последний несеянный.
Лидером посева в женском одиночном турнире стала Арина Соболенко (№ 1 в мире на тот момент). Титул же достался девятой сеянной Мирре Андреевой, в полуфинале справившейся с прошлогодней чемпионкой Игой Свёнтек, а в полуфинале переигравшая лидера рейтинга. 17-летняя россиянка стала первой с 2009-го года представительницей своей страны, выигравшей два турнира серии WTA 1000 подряд (тогда Динара Сафина победила в Риме и Мадриде). 22 из 32 сеянных вышли в третий раунд, а матчем позже проиграла последняя представительница квалификации в основной сетке: Сонай Картал. Британка уступила в финале отбора Клерви Нгунуэ, но попала в основу после позднего снятия Слоан Стивенс. В основе она прошла 16-ю сеянную Беатрис Хаддад Майю и уступила Арине Соболенко.
Лидерами посева в мужском парном турнире стали Марсело Аревало и Мате Павич (лидеры рейтинга в тот период). Представители Сальвадора и Хорватии успешно прошли шесть матчей турнира, выиграв титул. В финале они справились с Себастьяном Кордой и Джорданом Томпсоном. Прошлогодние чемпионы — Уэсли Колхоф и Никола Мектич — не защищали свой титул, но хорват принимал участие в турнире (вместе с Майклом Винусом) и уступил уже на старте. Две из восьми сеянных команд добрались до четвертьфинала.
Лидерами посева в женском парном турнире стали Катерина Синякова и Тейлор Таунсенд (1-я и 2-я ракетки мира в тот период). Титул же достался несеянной команде Эйжа Мухаммад / Деми Схюрс: американка и нидерландка прошли в первом раунде Сару Эррани и Жасмин Паолини, в полуфинале — лидеров посева, а в титульной игре справились Терезой Михаликовой и Оливией Николлс. Прошлогодние чемпионки — Се Шувэй и Элизе Мертенс — не защищали свой титул, но обе принимали участие в соревнованиях: китаянка (в паре с Чжан Шуай) дошла до полуфинала, а бельгийка (в паре с Надеждой Киченок) уступила уже на старте. Сеянные команды заняли четыре из восьми мест в четвертьфиналах.
Лидерами посева в соревновании среди смешанных пар стали Сара Эррани и Андреа Вавассори (тогдашние 6-я и 8-я ракетки мира в своих гендерных рейтингах). Чемпионы Открытого чемпионата США 2024 года не без труда выиграли титул, в финале справившись с Бетани Маттек-Сандс и Мате Павичем. Прошлогодние победители — Сторм Хантер и Мэттью Эбден — защищали свой титул, но уступили уже на старте. Три из четырёх сеянных команд добрались до полуфинала.

## Соревнования

### Мужчины. Одиночный турнир
- Джек Дрейпер обыграл  Хольгера Руне со счётом 6-2 6-2.
- Дрейпер выиграл 1-й одиночный титул в сезоне и 3-й за карьеру в основном туре ассоциации.
- Руне сыграл 1-й одиночный финал в сезоне и 10-й за карьеру в основном туре ассоциации.

### Женщины. Одиночный турнир
- Мирра Андреева обыграла  Арину Соболенко со счётом 2-6 6-4 6-3.
- Андреева выиграла 2-й одиночный титул в сезоне и 3-й за карьеру в основном туре ассоциации.
- Соболенко сыграла 3-й одиночный финал в сезоне и 34-й за карьеру в основном туре ассоциации.

### Мужчины. Парный турнир
- Марсело Аревало /  Мате Павич обыграли  Себастьяна Корду /  Джордана Томпсона со счётом 6-3 6-4.
- Аревало выигрывает 1-й парный титул в сезоне и 14-й за карьеру в основном туре ассоциации.
- Павич выигрывает 1-й парный титул в сезоне и 40-й за карьеру в основном туре ассоциации.

### Женщины. Парный турнир
- Эйжа Мухаммад /  Деми Схюрс обыграли  Терезу Михаликову /  Оливию Николлс со счётом 6-2 7-6(4).
- Мухаммад выигрывает 1-й парный титул в сезоне и 12-й за карьеру в основном туре ассоциации.
- Схюрс выигрывает 1-й парный титул в сезоне и 20-й за карьеру в основном туре ассоциации.

### Смешанный парный турнир
- Сара Эррани /  Андреа Вавассори обыграли  Бетани Маттек-Сандс /  Мате Павича со счётом 6-7(3) 6-3 [10-8].
- Эррани выигрывает 1-й парный титул в сезоне и 2-й за карьеру в протуре.
- Вавассори выигрывает 1-й парный титул в сезоне и 2-й за карьеру в протуре.